# Секст Апулей (консул 29 пр.н.е.)
Вижте пояснителната страница за други личности с името Секст Апулей.
Секст Апулей II (на латински: Sextus Appuleius; * 61 пр.н.е.) e римски политик в ранната Римска империя.

## Произход и политическа кариера
Произлиза от фамилията Апулеи. Син е на квестора и градски претор Секст Апулей I и Октавия Старша, която е по-старата половин сестра на Октавиан Август.
През 29 пр.н.е. Секст е консул заедно с Октавиан Август. Следващата година е проконсул в Испания и се бие с успех против кантабрите, за което получава триумф през януари 26 пр.н.е. Той е в колегията на авгурите и вероятно става Flamen Iulialis. През 23 – 22 пр.н.е. е управител на Азия, през 8 пр.н.е. е управител на Илирия.

## Фамилия
Той е женен за Квинтилия, сестра на генерал Публий Квинтилий Вар. Баща е на Секст Апулей III (консул 14 г.) и дядо на Секст Апулей IV и Апулея Варила.